# Grand-duc d'Amérique
Bubo virginianus
Espèce
Statut de conservation UICN

 LC  : Préoccupation mineure
Statut CITES
Le Grand-duc d'Amérique ou Grand-duc de Virginie (Bubo virginianus) est une espèce de rapaces nocturnes appartenant à la famille des Strigidae et à la sous-famille des Striginae. Il est souvent comparé avec son cousin le Grand-duc d'Europe avec qui il partage de nombreux points communs.

## Généralités et description
Cet oiseau aux aigrettes caractéristiques est le deuxième plus grand des hiboux d'Amérique après le Harfang des neiges ; sa taille varie cependant significativement selon son habitat et l'abondance de la nourriture.
Avec un bec crochu, de grandes ailes, des serres puissantes, le Grand-duc est parfaitement adapté à la chasse nocturne d'animaux de petite taille.
Ses yeux jaunes perçants et ses aigrettes en font un oiseau impressionnant pour l'homme.
Cet oiseau mesure 45 à 63 cm de longueur pour une envergure de 90 à 162 cm et une masse de 675 g à 2,5 kg. Il ne présente pas de dimorphisme sexuel en termes de couleurs, mais en termes de grosseur, les femelles sont un tiers plus grosse que les mâles comme chez la plupart des oiseaux de proie.

Il a la gorge blanche.

## Répartition et habitat

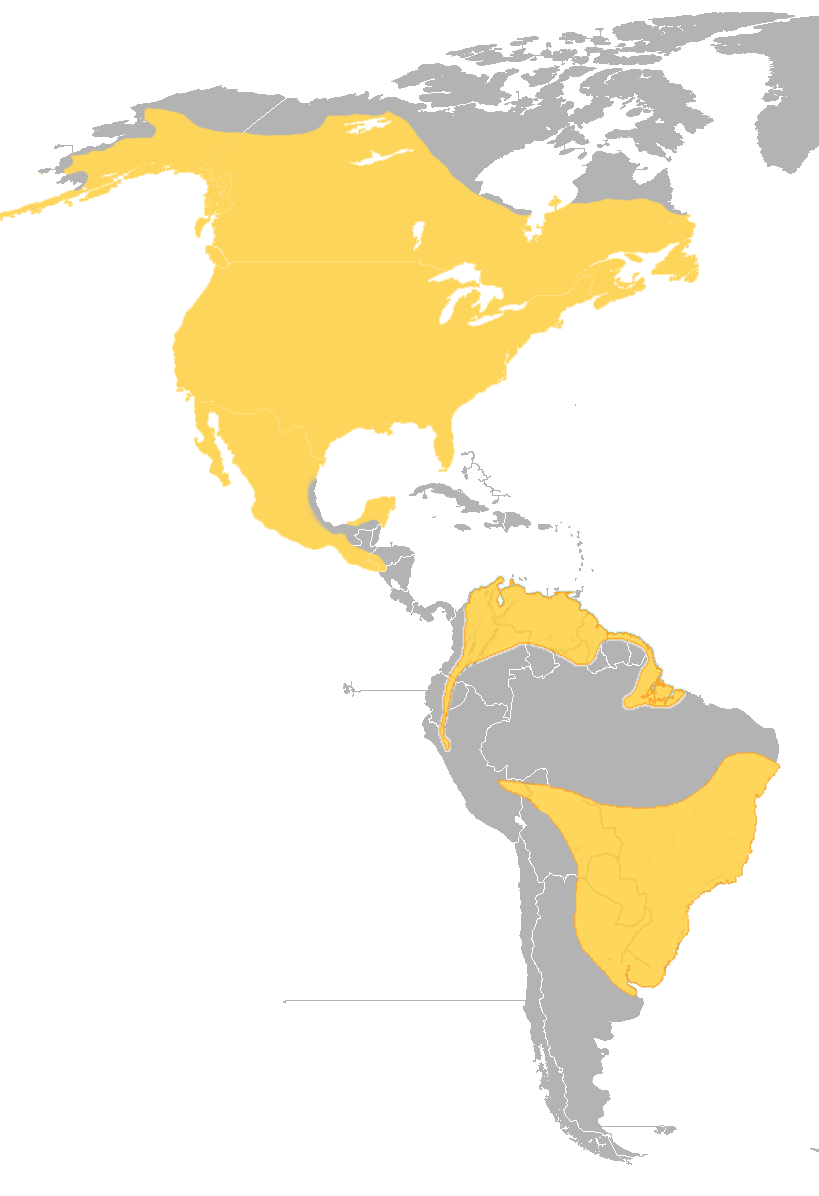
Répartition

Le Grand-duc d'Amérique niche dans la majeure partie du continent américain. Son aire de répartition s'étend loin au nord, occupant une bonne partie du Canada, et en Amérique du Sud jusqu'au nord de l'Argentine, ainsi qu'au Brésil et en Bolivie.

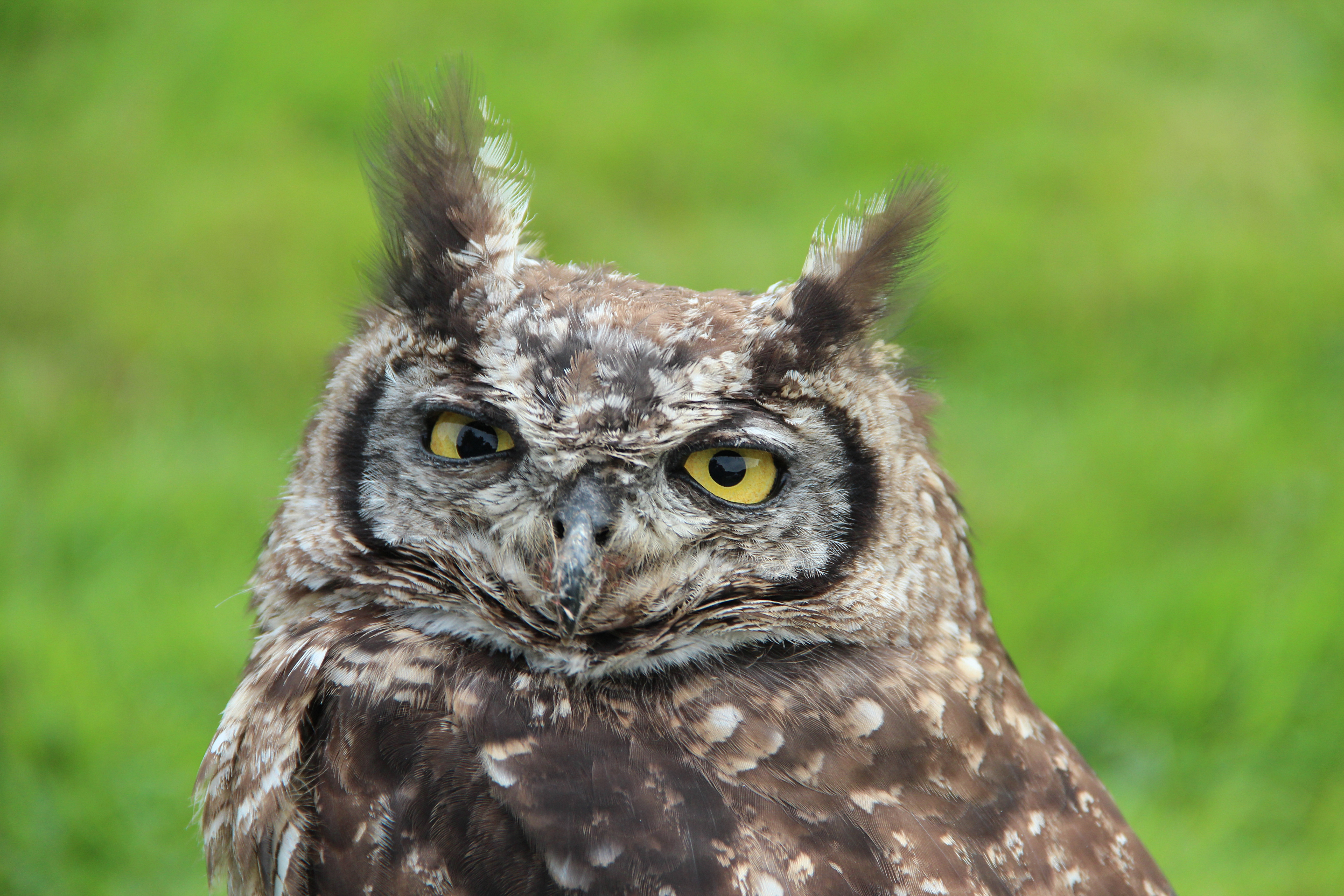
Ses yeux jaunes et ses aigrettes.

Cet oiseau est un des hiboux les plus adaptables, résidant dans les arbres de tout type de forêts, de jungles, de prairies, de déserts, de toundras, de mangroves et même de zones urbaines. Il évite cependant les zones trop extrêmes, comme le cœur des déserts, ou trop boisées. On le retrouve rarement en altitude en Amérique du Nord, alors qu'il s'est bien adapté aux plateaux des Andes dans le sud de son aire de répartition.

## Éthologie et reproduction
Généralement sédentaire, cet oiseau défend son territoire, surtout en période de reproduction, avec toutefois des jeunes ayant un comportement non territorial.

Vocalisations : Très bruyant à la saison de reproduction, il émet un hululement puissant, typique du chant des hiboux.

Il niche dans d'anciens nids d'autres grands oiseaux, dans des trous d'arbres, des corniches de falaise et même au sol.
Habituellement le plus actif au crépuscule et à l'aube, c'est un chasseur efficace. Il bénéficie d'une bonne vision nocturne et d'une bonne acuité visuelle ainsi que d'une ouïe particulièrement développée.

## Alimentation
Il capture surtout de petits mammifères (campagnols, etc.) dont certains ont développé des "comportements anti-prédateurs", des insectes, des reptiles, des amphibiens et des oiseaux (y compris d'autres rapaces nocturnes  et des gélinottes).
Il peut chasser et manger les moufettes, grâce à son odorat très peu développé. La prédation a été observée sur tous les types de mouffettes nord américaines, dans certains cas sur des animaux au moins trois fois plus gros que le Grand-duc prédateur
,,, 
et un nid a été trouvé contenant les restes de 57 mouffettes de tous types
. Une conséquence est que les nids de Grands-ducs ont tendance à manifester une forte odeur de mouffette,.

## Déplacements et migrations
Cet oiseau est sédentaire. Après leur émancipation, les jeunes explorent leur environnement pour trouver un territoire disponible et leur convenant et s'y établir.

## Sous-espèces
D'après la classification de référence (version 14.1, 2024) de l'Union internationale des ornithologues, le Grand-duc d'Amérique possède 15 sous-espèces (ordre philogénique) :
- Bubo virginianus algistus  ;
- Bubo algistus (Oberholser, 1904) ;
- Bubo lagophonus (Oberholser, 1904) ;
- Bubo saturatus Ridgway, 1877 ;
- Bubo pacificus Cassin, 1854 ;
- Bubo subarcticus Hoy, PR, 1853 ;
- Bubo pallescens Stone, 1897 ;
- Bubo pinorum Dickerman & Johnson, AB, 2008 ;
- Bubo heterocnemis (Oberholser, 1904) ;
- Bubo virginianus (Gmelin, JF, 1788) ;
- Bubo elachistus Brewster, 1902 ;
- Bubo mayensis Nelson, 1901 ;
- Bubo mesembrinus (Oberholser, 1904) ;
- Bubo nigrescens Berlepsch, 1884 ;
- Bubo nacurutu (Vieillot, 1817) ;
- Bubo deserti Reiser, 1905.

## Menaces
L'espèce est en régression, probablement à cause de la destruction, fragmentation et régression de ses habitats, et à cause d'une dégradation de la qualité de certaines de ses proies, contaminées par des pesticides, métaux lourds (plomb notamment, qui est cause de saturnisme aviaire.
Des parasitoses ou attaques des jeunes au nid par des tiques ou mouches hématophages peuvent affaiblir les jeunes et faciliter certaines maladies (leucocytozoonoses).

## Galerie

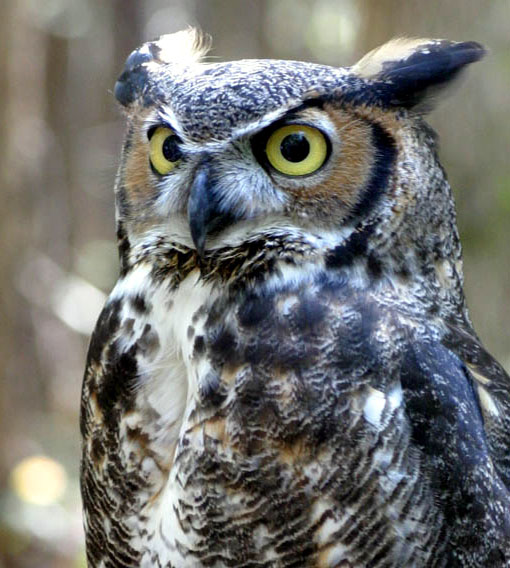
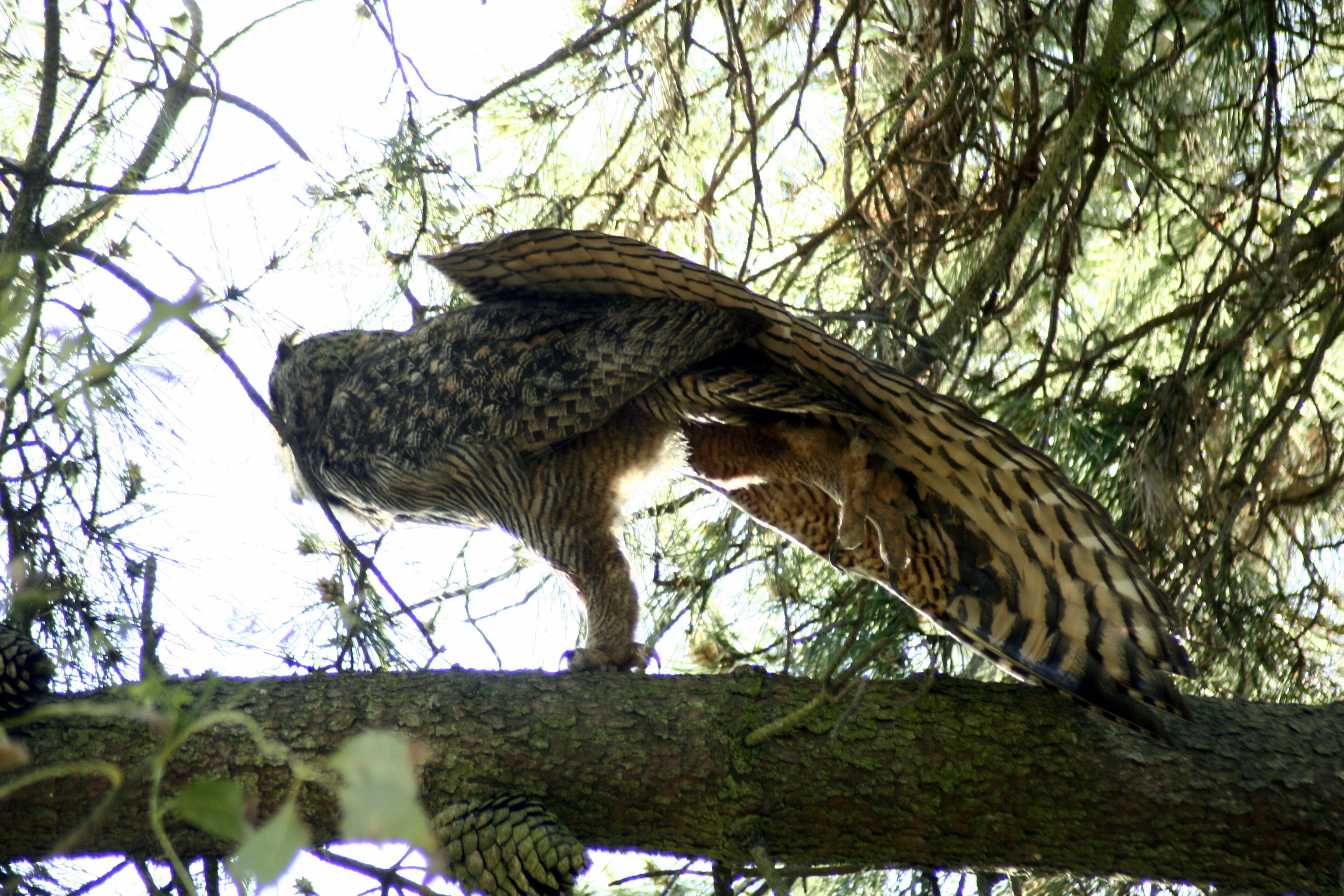
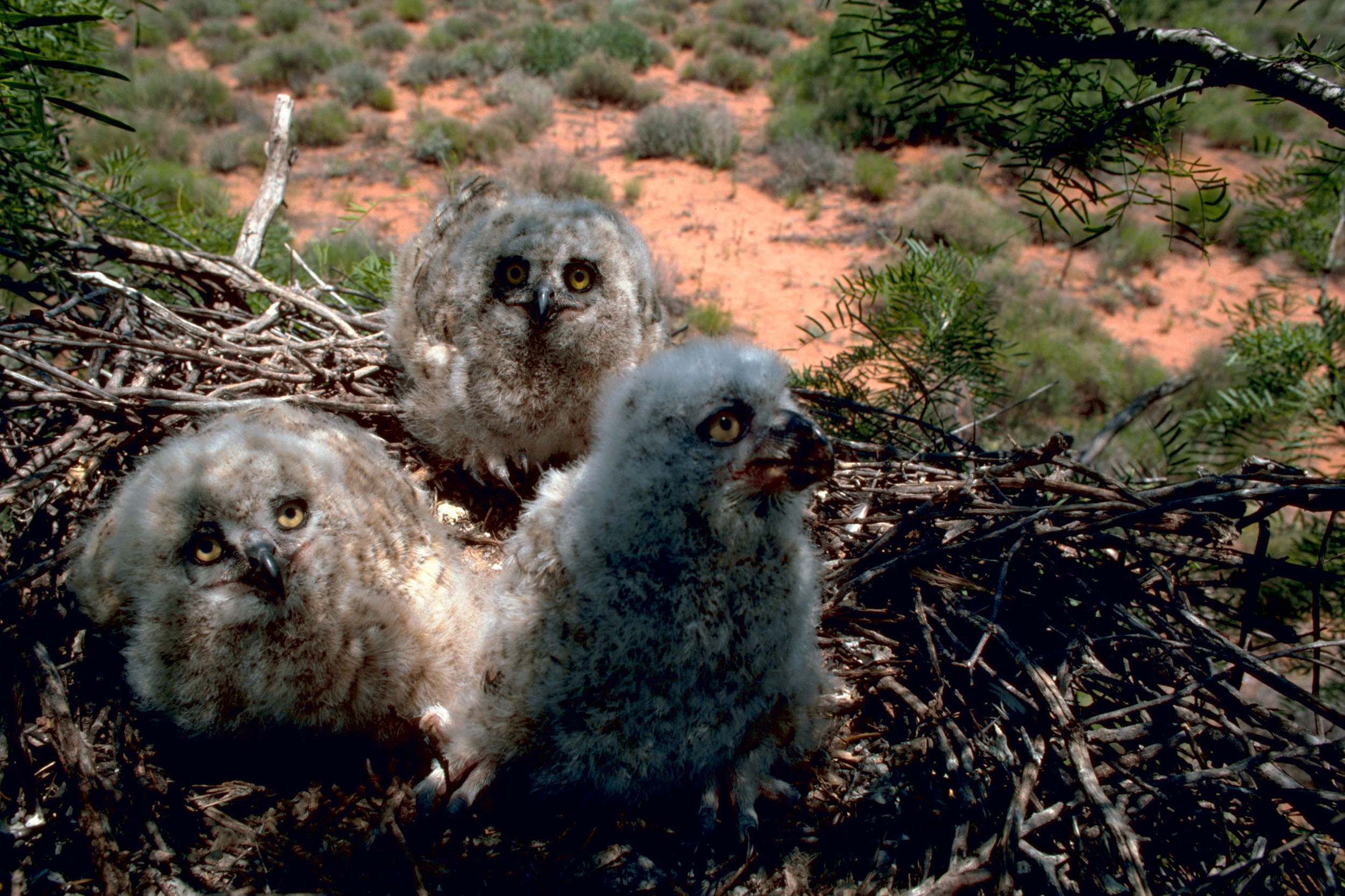